# Гарда (Италия)
Га̀рда (на италиански и на венециански: Garda) е малко градче и община в Северна Италия, провинция Верона, регион Венето. Разположено е на 67 m надморска височина, на източния бряг на едноименното езеро. Населението на общината е 4092 души (към 2015 г.).